# Sukošan
Sukošan je mjesto i općina u Hrvatskoj.
Općini Sukošan, s naseljima Sukošan, Debeljak, Glavica i Gorica, pripada prostor od 53,16 km2, što iznosi 1,44 % teritorija u odnosu na cjelokupan teritorij Zadarske županije.
Do političko-teritorijalne reorganizacije Republike Hrvatske 1992., Sukošan je pripadao tadašnjoj općini Zadar.

## Zemljopis
Sukošan je naselje u prostranom zaljevu Zlatna luka (lat. Portus aureus), 11 km jugoistočno od Zadra. Nalazi se na Jadranskoj turističkoj cesti, na sredini hrvatske jadranske obale, na 44°02'45" sjeverne zemljopisne širine i 15°18'40" istočne zemljopisne dužine.
Prostrano i mirno mjesto dugih obala i brojnih intimnih uvala, te čistoga, bistroga mora, obrubljenog otocima što se protežu u nacionalni park Kornate.
Pojedini dijelovi Sukošana su: Čukovice, Vrisje, Dešenj, Ždralovac, Makarska, Vrljica, Goleš, Tratica, Barbir, Punta i drugi.
Sukošan ima veliku marinu Dalmacija (s 1200 vezova u moru i više od 500 na kopnu, te s ukupnom površinom od 70 ha, najveća je na hrvatskom dijelu jadranske obale), prirodni kompleks Tustica, više plaža i malih kampirališta, povijesna zdanja, maslinike i vinograde, gostoljubljive ljude i tradiciju.
Prirodne vrijednosti registrirane sukladno Zakonu o zaštiti prirode, su spilja Rupine i spilja Zrakunjača, obje neiskorišteni krški fenomeni.
U blizini Sukošana nalazi se više nacionalnih parkova i parkova prirode.

Udaljenost do nacionalnih parkova: Kornati: 11 Nm, Krka: 60 km, Paklenica: 50 km.

Udaljenost do parkova prirode: Telašćica: 9 Nm, Vransko jezero: 22 km, Velebit: 50 km.
Udaljenost Sukošana od većih centara: Zadar: 13 km, Šibenik: 63 km, Split: 150 km, Dubrovnik: 377 km, Rijeka: 297 km, Pula: 393 km, Zagreb: 289 km.

### Klima
Sukošan ima mediteransku klimu s blagom, vlažnom zimom i vrlo toplim, vlažnim ljetom. 
Siječanj je najhladniji mjesec, srpanj i kolovoz su najtopliji i najsunčaniji, dok su studeni i prosinac najkišovitiji mjeseci.
Temperature tijekom ljetnih mjeseci mogu biti više od 30 °C, ali i u proljeće i jesen također mogu biti do 30 °C gotovo svake godine. Temperature ispod 0 °C su rijetke, te se ne zadržavaju više od nekoliko dana.
Snijeg je vrlo rijedak i najvjerojatnije je da cijele zime uopće ne padne, ali ponekad može pasti u prosincu, siječnju, veljači i još mnogo rjeđe u ožujku.
Prosječni klimatski podatci za Sukošan
| Mjesec                    | sij. | veǉ. | ožu. | tra. | svi. | lip. | srp. | kol. | ruj. | lis. | stu. | pro. |
| ------------------------- | ---- | ---- | ---- | ---- | ---- | ---- | ---- | ---- | ---- | ---- | ---- | ---- |
| Max. temperatura (°C)     | 8    | 10   | 12   | 16   | 21   | 25   | 29   | 28   | 24   | 19   | 14   | 10   |
| Min. temperatura (°C)     | 2    | 3    | 5    | 8    | 12   | 15   | 18   | 18   | 15   | 11   | 7    | 3    |
| Temperatura mora (°C)     | 11   | 10   | 11   | 13   | 17   | 21   | 23   | 24   | 22   | 19   | 16   | 13   |
| Broj sunčanih sati dnevno | 4    | 4    | 6    | 7    | 6    | 10   | 11   | 10   | 8    | 6    | 4    | 3    |
| Kišni dani mjesečno       | 7    | 6    | 7    | 7    | 6    | 5    | 4    | 4    | 5    | 7    | 9    | 9    |

Izvor: croatia-travel-guide.com

### Prometna povezanost
Geoprometni položaj općine je izvanredan. Općina ima izravnu povezanost s autocestom A1 ("Dalmatina") preko brze četverotračne državne ceste D424 Gaženica – Zadar2 (kolokvijalno nazvane "Kalmetina"), a kroz središte mjesta Sukošan prolazi državna cesta D8 ("Jadranska magistrala" ili "Jadranska turistička cesta").
Na području općine nalazi se najveća marina na Jadranu – Marina Dalmacija i dio Zračne luke Zadar. U blizini je i luka teretno-putničkog prometa Gaženica, kao i pomorski prolaz Pašmanski kanal, a kroz Sukošan prolazi i željeznička pruga Knin – Zadar.

## Stanovništvo
Prema popisu stanovništva iz 2011., općina Sukošan ima ukupno 4583 stanovnika (2,8 % od ukupnog broja stanovnika Zadarske županije), u 1293 obitelji, raspoređenih u 1459 kućanstava, dok samo mjesto Sukošan ima 2808 stanovnika.
Prosječna gustoća naseljenosti prostora općine je 84,3 stanovnika/km2.
Najčešća prezimena na području općine su: Smolić, Pavić, Torbarina, Dijan, Nadinić, Števanja, Dević, Raspović, Jerak i Grginović.

### Nacionalna pripadnost
| Narodnost                                    | Broj stanovnika 2011. | Udio 2011. | Broj stanovnika 2001. | Udio 2001. |
| -------------------------------------------- | --------------------- | ---------- | --------------------- | ---------- |
| Hrvati                                       | 4508                  | 98,36 %    | 4343                  | 98,66 %    |
| Albanci                                      | 18                    | 0,39 %     | 7                     | 0,16 %     |
| Austrijanci                                  | 1                     | 0,02 %     | 0                     | 0,00 %     |
| Bošnjaci                                     | 6                     | 0,13 %     | 4                     | 0,09 %     |
| Crnogorci                                    | 2                     | 0,04 %     | 2                     | 0,05 %     |
| Česi                                         | 2                     | 0,04 %     | 0                     | 0,00 %     |
| Mađari                                       | 2                     | 0,04 %     | 1                     | 0,02 %     |
| Makedonci                                    | 3                     | 0,07 %     | 2                     | 0,05 %     |
| Nijemci                                      | 3                     | 0,07 %     | 2                     | 0,05 %     |
| Poljaci                                      | 1                     | 0,02 %     | 1                     | 0,02 %     |
| Slovenci                                     | 3                     | 0,07 %     | 2                     | 0,05 %     |
| Srbi                                         | 11                    | 0,24 %     | 20                    | 0,45 %     |
| Talijani                                     | 1                     | 0,02 %     | 1                     | 0,02 %     |
| ostali                                       | 6                     | 0,13 %     | 2                     | 0,05 %     |
| izjasnili se u smislu vjerske pripadnosti    | 4                     | 0,09 %     | 0                     | 0,00 %     |
| izjasnili se u smislu regionalne pripadnosti | 1                     | 0,02 %     | 1                     | 0,02 %     |
| ne izjašnjavaju se                           | 2                     | 0,04 %     | 11                    | 0,25 %     |
| nepoznato                                    | 9                     | 0,20 %     | 3                     | 0,07 %     |
| ukupno                                       | 4583                  | 100 %      | 4402                  | 100 %      |

### Materinski jezik
| Materinski jezik | Broj stanovnika 2011. | Udio 2011. | Broj stanovnika 2001. | Udio 2001. |
| ---------------- | --------------------- | ---------- | --------------------- | ---------- |
| hrvatski         | 4526                  | 98,76 %    | 4385                  | 99,61 %    |
| albanski         | 18                    | 0,39 %     | 0                     | 0,00 %     |
| bošnjački        | 5                     | 0,11 %     | 0                     | 0,00 %     |
| češki            | 2                     | 0,04 %     | 0                     | 0,00 %     |
| mađarski         | 2                     | 0,04 %     | 1                     | 0,02 %     |
| makedonski       | 2                     | 0,04 %     | 2                     | 0,05 %     |
| njemački         | 6                     | 0,13 %     | 2                     | 0,05 %     |
| poljski          | 1                     | 0,02 %     | 1                     | 0,02 %     |
| slovenski        | 3                     | 0,07 %     | 2                     | 0,05 %     |
| srpski           | 8                     | 0,17 %     | 0                     | 0,00 %     |
| srpsko-hrvatski  | 0                     | 0,00 %     | 1                     | 0,02 %     |
| talijanski       | 1                     | 0,02 %     | 2                     | 0,05 %     |
| ostali jezici    | 2                     | 0,04 %     | 3                     | 0,07 %     |
| nepoznato        | 7                     | 0,15 %     | 3                     | 0,07 %     |
| ukupno           | 4583                  | 100 %      | 4402                  | 100 %      |

### Vjerska pripadnost
| Vjera                                   | Broj stanovnika 2011. | Udio 2011. | Broj stanovnika 2001. | Udio 2001. |
| --------------------------------------- | --------------------- | ---------- | --------------------- | ---------- |
| katolici                                | 4462                  | 97,36 %    | 4351                  | 98,84 %    |
| pravoslavci                             | 20                    | 0,44 %     | 20                    | 0,45 %     |
| protestanti                             | 1                     | 0,02 %     | 0                     | 0,00 %     |
| grkokatolici i ostali kršćani           | 5                     | 0,11 %     | 1                     | 0,02 %     |
| muslimani                               | 16                    | 0,35 %     | 6                     | 0,14 %     |
| ostale religije, pokreti i svjetonazori | 1                     | 0,02 %     | 1                     | 0,02 %     |
| agnostici i skeptici                    | 9                     | 0,20 %     | np1)                  | np1)       |
| agnostici i neizjašnjeni                | np2)                  | np2)       | 14                    | 0,32 %     |
| nisu vjernici i ateisti                 | 29                    | 0,63 %     | 6                     | 0,14 %     |
| ne izjašnjavaju se                      | 25                    | 0,55 %     | np1)                  | np1)       |
| nepoznato                               | 14                    | 0,31 %     | 3                     | 0,07 %     |
| ukupno                                  | 4583                  | 100 %      | 4402                  | 100 %      |

np1) = pod "agnostici i neizjašnjeni"
np2) = pod "agnostici i skeptici" i "neizjašnjeni"

### Prijašnji popisi stanovništva
Prema popisu stanovništva iz 1991., mjesto Sukošan je imalo 2275 stanovnika, sljedećeg nacionalnog sastava: Hrvati 2175 (95,60 %), Srbi 33 (1,45 %), Muslimani 10 (0,44 %), Albanci 5 (0,22 %), Jugoslaveni 3 (0,13 %), Mađari 2 (0,08 %), Makedonci 2 (0,08 %), Slovenci 1 (0,04 %), Česi 1 (0,04 %), ostali 8 (0,35 %), neopredijeljeni 12 (0,52 %), regionalno opredijeljeni 5 (0,21 %), nepoznato 18 (0,79 %).
Kretanje broja stanovnika općine i mjesta Sukošan od 1857. do 2011.
| godina | općina Sukošan | mjesto Sukošan | godina | općina Sukošan | mjesto Sukošan |
| ------ | -------------- | -------------- | ------ | -------------- | -------------- |
| 1857.  | 1190           | 943*           | 1948.  | 3069           | 1415           |
| 1869.  | 1342           | 1055*          | 1953.  | 3314           | 1486           |
| 1880.  | 1491           | 1155*          | 1961.  | 3825           | 1619           |
| 1890.  | 1795           | 900            | 1971.  | 3839           | 1855           |
| 1900.  | 2048           | 939            | 1981.  | 3894           | 2020           |
| 1910.  | 2167           | 1030           | 1991.  | 4363           | 2275           |
| 1921.  | 2568           | 1430           | 2001.  | 4402           | 2603           |
| 1931.  | 2690           | 1563           | 2011.  | 4583           | 2808           |

Izvor: Državni zavod za statistiku, broj stanovnika po gradovima/općinama i broj stanovnika po naseljima

- Za godine 1857., 1869. i 1880. uračunati su podaci i za naselje Debeljak.

Kretanje broja stanovnika mjesta Sukošan po nacionalnom sastavu od 1961. do 1991.
| godina      | 1961. | 1971. | 1981. | 1991. |
| ----------- | ----- | ----- | ----- | ----- |
| Hrvati      | 1561  | 1819  | 1918  | 2175  |
| Srbi        | 35    | 10    | 12    | 33    |
| Jugoslaveni | 10    | -     | 52    | 3     |
| Albanci     | -     | 1     | -     | 5     |
| Crnogorci   | 3     | 1     | -     | -     |
| Mađari      | 1     | 1     | 1     | 2     |
| Makedonci   | 4     | -     | 1     | 2     |
| Muslimani   | -     | 7     | 4     | 10    |
| Slovenci    | 1     | 2     | -     | 1     |
| ostali      | 4     | 14    | 32    | 44    |
| ukupno      | 1619  | 1855  | 2020  | 2275  |

Izvor: Savezni zavod za statistiku, Beograd
| broj stanovnika | 1190  | 1342  | 1491  | 1795  | 2048  | 2167  | 2568  | 2690  | 3069  | 3314  | 3825  | 3839  | 3894  | 4363  | 4402  | 4583  | 4665  |
|                 | 1857. | 1869. | 1880. | 1890. | 1900. | 1910. | 1921. | 1931. | 1948. | 1953. | 1961. | 1971. | 1981. | 1991. | 2001. | 2011. | 2021. |

| broj stanovnika | 943   | 1055  | 1155  | 900   | 939   | 1030  | 1430  | 1563  | 1415  | 1486  | 1619  | 1855  | 2020  | 2275  | 2603  | 2808  | 2980  |
|                 | 1857. | 1869. | 1880. | 1890. | 1900. | 1910. | 1921. | 1931. | 1948. | 1953. | 1961. | 1971. | 1981. | 1991. | 2001. | 2011. | 2021. |

## Uprava
Hrvatska demokratska zajednica održava kontinuitet vlasti od prvih lokalnih izbora u novoformiranoj općini Sukošan 7. veljače 1993. do danas, a Ante Martinac (HDZ) je obavljao dužnost općinskog načelnika od 1997. godine do 2025. (s kraćim prekidom).

### 2013. – 2017.
Sastav općinskog vijeća: HDZ 7 mjesta, SDP 4 mjesta, HSP dr. Ante Starčević 1 mjesto i HSS 1 mjesto. HNS nije prešao izborni prag.

### 2017. – 2021.
Sastav općinskog vijeća: HDZ 8 mjesta, neovisna lista Mojmira Torbarine 3 mjesta, SDP 1 mjesto, koalicija Akcije mladih i HNS-a 1 mjesto, a HSP dr. Ante Starčević nije prešao izborni prag.

### 2021. – 2025.
Birači u općini Sukošan na lokalnim izborima 16. svibnja 2021. izabrali su tada aktualnog općinskog načelnika Antu Martinca (HDZ). Za 13 vijećnika u novom sazivu Općinskog vijeća natjecalo se 5 lista.
Sastav općinskog vijeća: HDZ 8 mjesta, neovisna lista Mojmira Torbarine 2 mjesta, koalicija Domovinski pokret i Most 1 mjesto, koalicija SDP-a, HSS-a i Akcije mladih 1 mjesto, i HNS 1 mjesto.

### Od 2025.
Birači u općini Sukošan na lokalnim izborima 18. svibnja 2025. izabrali su aktualnog općinskog načelnika Andriju Vanjka. Za 13 vijećnika u novom sazivu Općinskog vijeća natjecale su se 4 liste.
Aktualni sastav općinskog vijeća: HDZ 6 mjesta, neovisna lista Mojmira Torbarine 4 mjesta,  Akcija mladih 2 mjesta, koalicija SDP-a, i HNS-a 1 mjesto.

## Povijest

### Antika i srednji vijek
Nije poznato vrijeme nastanka naselja, no pretpostavlja se da je nastalo još u doba rimske vladavine, o čemu svjedoče villa rustica na Barbiru, ostatci starog rimskog vodovoda ("Vilinski zid"), a na više mjesta u selu ima ostataka rimskih građevina i grobova.
Kada su se posve smirile seobe naroda, Sukošan je u teritorijalno-političkom pogledu pripadao Dalmatinskoj Hrvatskoj, i to župi Sidraga. O kontinuitetu života u Sukošanu svjedoče ostaci pleterne ornamentike, karakteristične za hrvatsku predromaničku crkvenu umjetnost, ugrađeni u kasnije građevine.
U vrijeme mletačkog zauzimanja grada Zadra i zadarskih pobuna, Sukošan je, kao zemljište, pripadao zadarskom gradskom ageru, odnosno kasnije užem gradskom kopnenom distriktu, te je narednih stoljeća dijelio sudbinu grada Zadra.
Poslije zadarskih pobuna, Sukošan je zajedno s gradom Zadrom 1358. godine došao pod vlast hrvatsko-ugarskog kralja Ludovika I. Anžuvinca (vidi Zadarski mir).
Nakon što je hrvatsko-ugarski kralj Ladislav Napuljski prodao svoja dinastička prava na Dalmaciju Veneciji za 100.000 dukata (vidi Prodaja Dalmacije Mlecima 1409.), Venecija je ponovno preuzela zadarsko područje 31. srpnja 1409. godine, te je vladala ovim krajevima sve do 1797.
Sukošan se prvi put spominje u ispravi od 24. srpnja 1289. godine kada je sklopljen jedan ugovor o prodaji zemljišta u mjestu Sanctus Casianus. Mjestu je ime nastalo po titularu mjesne crkve, svetom Kasijanu Imolskom. U kasnijim izvorima na talijanskom jeziku Sukošan se spominje kao San Cassiano.
U razdoblju od 13. do 15. stoljeća, pučanstvo Sukošana se, pored zemljoradnje, stočarstva i ribolova, bavilo i proizvodnjom morske soli, no sukošanske solane je zacijelo uništila mletačka vlast sredinom 15. stoljeća.
Unutar mjesta nalazi se župna crkva svetog Kasijana s detaljima romanike i baroka koja u ovom obliku potječe iz 17. stoljeća, ali mnogo skromnija postojala je i znatno prije prvog pisanog spomena Sukošana.
U srednjem vijeku okolicu Sukošana ("Sutkošana", prema tadašnjim glagoljaškim zapisima) činila su sela i zaselci: Zlošane, Mokro (nadomak Makarske), Prljane (istočno od crkvice sv. Martina), Brižine (jugozapadno od sv. Martina) i Račice (kod današnjeg Debeljaka, ispod Dubrave).

### Borbe s Turcima
U doba turskih provala na zadarsko područje u drugoj polovini 15. stoljeća, podignut je obrambeni zid oko Sukošana, te su se u Sukošan sklanjali stanovnici okolnih sela. O sukošanskoj povijesti i danas svjedoče i Gornja vrata koja su ostaci obrambenih zidina podignutih od strane Mletaka između 1468. i 1470. godine.
Usred sukošanske uvale nalaze se ostaci ljetnikovca zadarske nadbiskupije, "Palac", izgrađenog na zahtjev zadarskog nadbiskupa Mathea Valaressa 1470., a koji je također u više navrata poslužio za zaštitu Sukošanaca od turskih napada.
O učestalosti turskih napada svjedoči i podatak da su 29. svibnja 1482. godine župnici s teritorija zadarske nadbiskupije i ninske biskupije pokušali od Mletaka isposlovati oslobođenje lokalnog stanovništva od plaćanja desetine zbog stalnih provala Turaka. Među župnicima iz Zadarske nadbiskupije bio je i župnik Sukošana.
U tim teškim danima i Sukošan je prolazio svoju kalvariju, i dio njegovih ljudi je završio u ropstvu, a i samo je selo bilo u više navrata pljačkano i pustošeno, tako da 1527. u njemu ima samo 130 stanovnika, a okolna sela su potpuno napuštena. Velik broj stanovnika sukošanskog kraja se preselio na obližnje otoke, pa i dalje, u Istru i Italiju.
Izvan mjesta Sukošana, nalazi se još uvijek crkvica svetog Martina koja datira iz 1387. godine, župna crkva srednjovjekovnog sela Prljana koje je potpuno uništeno već u prvim naletima Turaka na zadarsko područje, kao i tadašnje selo Mokro u blizini turske utvrde Vrčevo.
Od 1639. Sukošanci su se više puta zalijetali duboko u tursku pozadinu i tamo nanosili znatne štete, a najveći podvig su napravili 1648. kada su provalili čak u Bosnu, gdje su napravili Turcima veliku štetu i ubili nekoliko stotina ljudi.
U Morejskom ratu tijekom 17. stoljeća najbolji glas stekao je don Vicko Raspović, kojega je opjevao Andrija Kačić Miošić: 
Vitez biše Raspović don Vicko

Od lijepa sela Sukošana:

Sivi soko i delija biše

Velikoga rata od Morije
kao i don Stipan Sorić u vrijeme Kandijskog rata, o kojem Andrija Kačić Miošić piše:
I sad mu se nahodi desnica

Koja Turke krajišnike smica

U malenu selu Sukošanu

Slava Bogu, pokoj don Stipanu.
Ratnim nedaćama pridružila se kuga. Budući da od pošasti u Sukošanu nije stradalo nego samo nekoliko osoba, zahvalni mještani podižu pred vratima sela crkvicu Gospe od Milosti sagrađenu 1650. godine u vrijeme Kandijskog rata.
Tek nakon prestanka opasnosti od Turaka, krajem 17. stoljeća, započela je potpuna obnova Sukošana, kada je i župna crkva svetog Kasijana dobila današnji oblik.

### Od 18. do 20. stoljeća
Dok je u vrijeme turskih navala, broj stanovnika Sukošana bio vrlo mali, od početka 18. stoljeća, čim su nastupili nešto bolji životni uvjeti, broj žitelja Sukošana je počeo rasti.
| godina | stanovništvo | godina | stanovništvo |
| ------ | ------------ | ------ | ------------ |
| 1527.  | 130          | 1760.  | 623          |
| 1586.  | 242          | 1814.  | 695          |
| 1603.  | 350          | 1822.  | 691          |
| 1608.  | 336          | 1826.  | 801          |
| 1709.  | 577          | 1830.  | 773          |
| 1717.  | 655          | 1844.  | 935          |
| 1756.  | 723          | 1847.  | 944          |

Nakon pada Mletačke Republike 1797. (vidi Mir u Campo Formiju), Sukošan je, kao i čitava mletačka Dalmacija, došao pod austrijsku vlast.
Od početka 1806. do potkraj 1813. ovi su krajevi bili pod francuskom upravom, kao dio Provincije Dalmacije unutar Ilirskih pokrajina (vidi Požunski mir 1805.).
Nakon bitke kod Leipziga 1813. pa do kraja Prvog svjetskog rata 1918. razdoblje je druge austrijske vladavine kad su ovi krajevi bili unutar Kraljevine Dalmacije. Sukošan je bio u sastavu političkog kotara Zadar i Sudbenog kotara Zadar.

Prema popisu stanovništva iz 1900., Sukošan je zajedno s okolnim naseljima imao 1592 stanovnika, svih 1592 rimokatolici, a po jezicima: hrvatski 1590, talijanski 1 i ostali jezici 1. Stanovništvo prema naseljima: Cerodevo 262, Debeljak 220, Dubrava 195, Goleša 20, Lasac 19, Makarska 59, Nađevica 24, Podvršje 195, Stani 164, Sukošan 413, Vrljica 21.
Po završetku Prvog svjetskog rata, Rapallskim ugovorom 12. studenog 1920. Zadar je pripao Italiji. Sudbina Sukošana nije slijedila sudbinu njegovog višestoljetnog političkog i vjerskog centra. U političkom pogledu priključen je Biogradu (općina Zemunik, srez Preko-Biogradski, oblast Split), a u vjerskom je pripao zadarskoj apostolskoj administraturi kojom je upravljao šibenski biskup. Nakon kratkotrajne Države SHS, šira politička cjelina kojoj je Sukošan tada pripadao je bila Kraljevina SHS, odnosno kasnije Kraljevina Jugoslavija.
Tijekom Drugog svjetskog rata, od 1941. do 1943., Sukošan je prema Rimskim ugovorima od 18. svibnja 1941. kao dio općine Zemunik, priključen Zadarskoj provinciji pod talijanskom upravom.
Nakon kapitulacije Italije u rujnu 1943., u Sukošan je ušla vojska NDH te je Sukošan u skladu s "Proglasom o preuzimanju vlasti u Dalmaciji" od 9. rujna 1943. priključen Nezavisnoj Državi Hrvatskoj, odnosno velikoj župi Sidraga – Ravni kotari s formalnim sjedištem u Zadru, a stvarnim u Zemuniku.

Grad Zadar je, međutim, potpao pod njemačku upravu pod kojom je ostao sve do 31. listopada 1944. kada je njemačka vojska napustila grad, a u grad su ušli partizani. Nakon što je i grad Zadar u skladu s "Odlukom o priključenju Istre, Rijeke, Zadra i ostalih okupiranih krajeva Hrvatskoj" od 20. rujna 1943. vraćen Hrvatskoj, a time i novoj Jugoslaviji, Sukošan je ponovo u svakom političkom, vjerskom i ekonomskom pogledu povezan s gradom Zadrom.
Od razdruživanja Hrvatske od Jugoslavije 1991., Sukošan je dio današnje Republike Hrvatske, čime je promijenio deset država u 200 godina.

### Domovinski rat
Početkom Domovinskog rata, dana 18. rujna 1991. mještani Sukošana i Debeljaka, hrvatski bojovnici i redarstvenici, gotovo goloruki, spriječili su tenkovski prodor agresora na prilazu Sukošanu i Debeljaku, i time onemogućili agresorski pokušaj presijecanja Hrvatske.
U svibnju 1992. vojno-redarstvenom operacijom Jaguar oslobođeno je brdo Križ (tzv. "Radar") iznad Bibinja, kada je okupatorska vojska pretrpjela prve velike gubitke na zadarskom području, a operacijom Maslenica u siječnju 1993. oslobođena je i Zračna luka Zadar, posljednji okupirani dio općine.
Kao odmazdu za operaciju Maslenica, 2. veljače 1993. četnici su iz Benkovca prema Zadru uputili željeznički vagon pun eksploziva, kojemu je cilj bilo razaranje kemijskog postrojenja u Zadru (Gaženici), a koji je eksplodirao pred tunelom u Debeljaku.
Iz Sukošana je, po službenoj evidenciji, tijekom Domovinskog rata smrtno stradalo 10 hrvatskih bojovnika (Ivan Krešan, Tomislav Franić, Marijan Grdović, Milan Braco Mrdalj, Mladen Veleslavić, Mate Torbarina, Davor Kore Grginović, Dragan Krešan, Marin Čirjak i Ivica Pavić) i dva civila (Lenka Keran i Joso Dević Zin).
Poginulo je i 6 bojovnika iz Debeljaka (Mladen Strenja, Marin Jerak, Šime Smolić, Dubravko Torbarina, Ivica Smolić, Darko Torbarina) i jedan iz Gorice (Milan Perić), a Milorad Torbarina iz Debeljaka je bio prva civilna žrtva rata na zadarskom području.

## Gospodarstvo
Gospodarska je osnova poljodjelstvo (najviše povrće: blitva, grašak, grah, krumpir i rajčica), vinogradarstvo, maslinarstvo, voćarstvo i turizam.

#### Turizam
Sukošan je poznato odredište brojnih turista iz svih dijelova Europe. Povijest turizma u Sukošanu je započela dvadesetih godina prošlog stoljeća. Tada su ga posjećivali pretežito Česi i Nijemci koji su i nadjenuli ime najvećoj sukošanskoj plaži "Dječji raj". Danas mjesto ima preko 3000 ležaja u apartmanima, pansionima i hotelima, a posebno je posjećen velik broj malih autokampova. Sukošan se odlikuje brojnim plažama kao što su pješčana plaža Dječji raj, te plaže Zlatna luka i Makarska. Mjesto isprepleću tradicionalne uske ulice i šetnice. Sukošan ima nekoliko prodavaonica, autopraonica, poštu, ljekarnu, benzinsku pumpu, kozmetički salon... Unutar mjesta nalazi se velik broj restorana i tradicionalnih konoba u kojima se može osjetiti pravi dalmatinski ugođaj. Sukošan se smatra pravim rajem za nautičare upravo zbog Marine Dalmacija koja pruža preko 1200 vezova u moru i 500 na kopnu. Sukošan je pogodno mjesto za windsurfing, boćanje, ribolov, ronjenje, vožnju bicikla, te rafting na rijeci Zrmanji.

Najljepše razdoblje za provod u Sukošanu je upravo ljeti, kada se skoro svake večeri organiziraju fešte. Posebnu pažnju privlači mjesna fešta na blagdan sv. Kasijana (13. kolovoza), te "Trka tovarov memorijal kenje (magarice) Vijole" i "Svićarenje" (natjecanje u noćnom ribolovu ostima). Tijekom ljeta u Sukošanu se održavaju mnogobrojni koncerti i zabavno-kulturne manifestacije.

## Općinska obilježja

### Grb i zastava
Grb općine Sukošan je plavi štit na kojem je prikazana ruka, u zlatnom rukavu, koja izlazi iz lijevog ruba grba i drži srebreno pisaće pero, a u desnom gornjem kutu je zlatno sidro. Ruka s perom atribut je sv. Kasijana Imolskog, zaštitnika općine. Zlatno sidro odnosi se na zaljev Zlatna luka.
Zastava je žuta s grbom u sredini. Omjer širine i dužine zastave je 1:2. Svečana zastava je žuti gonfalon s tri repa s resama na dnu, s grbom u sredini, natpisom "OPĆINA SUKOŠAN" u luku iznad grba i ukrštenim grančicama vinove loze i masline ispod grba.
Grb i zastava su prihvaćeni Odlukom o grbu i zastavi Općine Sukošan, od 8. travnja 1999., objavljenom u Službenom glasniku Zadarske županije, br. 4/1999.

### Dan općine
Dan općine Sukošan i Dan obrane Sukošana i Debeljaka obilježava se 18. rujna, u spomen na dan kad su 1991. godine mještani, hrvatski bojovnici i redarstvenici spriječili prodor velikosrpskog agresora iz pravca aerobaze Zemunik na Jadransku magistralu.

### Svetac zaštitnik
Svetac zaštitnik Sukošana, po kojem je Sukošan i dobio ime, je Sveti Kasijan Imolski čiji se blagdan slavi 13. kolovoza. Sveti Kasijan (lat. Sanctus Cassianus, tal. San Cassiano) (oko 240. – 304.) bio je, prema kršćanskoj predaji, liječnik u Rimu, biskup u južnom Tirolu i učitelj i mučenik u Imoli. Svetac zaštitnik je učitelja, župnih činovnika i stenografa.

## Poznate osobe
- Toni Dijan, košarkaš,
- Natali Dizdar, pjevačica
- Dr. Božo Peričić, liječnik, jezikoslovac, prevoditelj (1865. – 1947.)
- Dr. Eduard Peričić, crkveni povjesničar (1935. – 2018.)
- Josip Peričić, književnik i preporoditelj (1833. – 1901.)
- Dr. Šime Peričić, povjesničar (1936. – 2019.)

vidi još poznate osobe iz Debeljaka

## Spomenici i znamenitosti

#### Ostaci nadbiskupskog ljetnikovca (Palac)
Ljetnikovac zadarske nadbiskupije – Palac, iz 15. stoljeća, najznačajniji primjerak ladanjske arhitekture, sagrađen je na umjetno nasutom otočiću usred uvale, a u njemu su boravili crkveni dostojanstvenici grada. Danas na to podsjećaju samo njegovi skromni ostaci, koji svejedno ukazuju na njegovu nekadašnju velebnost. 
Dao ga je sagraditi zadarski nadbiskup Matheo Valaresso 1470. godine. Bila je to palača pravokutnog tlorisa na kat, monumentalnih dimenzija. Za vrijeme Kandijskog rata poslužio je za zaštitu Sukošanaca od turskih napada.

#### Gornja vrata
Gornja vrata iz 1469., nekada su bila ulaz, odnosno izlaz iz utvrđenog Sukošana. To su ujedno i vidljivi ostaci obrambenih zidina kojima je Sukošan bio opasan, a koje su podigle mletačke vlasti 1468. – 1470. godine, kako bi zaštitile naselje i ljude.

#### Župna crkva svetog Kasijana
Crkva svetog Kasijana iz 17. stoljeća, je župna crkva smještena u starom selu. Danas je to lijepa kamena građevina s detaljima romanike i baroka koja u ovom obliku postoji od 1642., ali po mnogim povjesničarima mnogo skromnija postojala je i prije prvog pisanog spomena Sukošana 1289.
Uz nju je mnogo kasnije, 1910. sagrađen zvonik po nacrtu poznatog arhitekta i konzervatora Ćirila Metoda Ivekovića, dograđen 1970.

#### Crkvica svetog Martina
Crkvica sv. Martina koja se prvi put spominje 1387. je u davna vremena bila župna crkva srednjovjekovnog sela Prljane.
Građevina romaničkog stilskog obilježja, smještena je na području Kaštelina. Svjedok je burne povijesti ovog kraja, pa je u više navrata bila do temelja porušena. Bratovština Sv. Martina obnovila je crkvu 1753., a u prošlom su stoljeću zabilježeni također zahvati na crkvi: 1912. crkva je popravljena i blagoslovljena, 1976. je ožbukana i obnovljen je krov. Posljednji put srušili su ju četnici u Domovinskom ratu 17. prosinca 1991. godine. Mještani i branitelji uvjereni kako ih je Sveti Martin zaštitio u tim burnim vremenima, obnovili su crkvu koja je posvećena 11. studenog 2005. na blagdan Svetog Martina. Na taj dan se svake godine u njoj slavi sveta misa.

#### Crkvica Gospe od milosti
Crkvica Gospe od milosti iz 1650. nalazi se u samom centru starog sela nasuprot Gornjih vrata, na istoimenom trgu. Sagrađena je u vrijeme Kandijskog rata i pošasti kuge, a posvećena je Blaženoj djevici Mariji u znak zahvale što je mjesto poštedjela od kuge koja je u to doba harala ovim krajem.
Na crkvi su ugrađeni otvori za puškarnice, po čemu se zaključuje kako je služila i kao zaštitni objekt ispred ulaza u Sukošan. Oko crkve je staro napušteno groblje.

#### Crkva Svih Svetih
Crkvu Svih Svetih pokraj novog groblja je posvetio zadarski nadbiskup Marijan Oblak 29. ožujka 1987. U povišenom svetištu ima mramorni oltar prema puku i mramorni ambon; iza oltara slika – drvena intarzija Bogorodica s Djetetom, a oko nje hrvatski sveci i blaženici. Uz crkvu je mala sakristija i zvonik s dva zvona.

#### Ostali spomenici kulture
Prema evidenciji Državne uprave za zaštitu kulturne i prirodne baštine, na prostoru općine Sukošan nepokretni spomenici kulture su još i:
- Crkva Uznesenja Blažene Djevice Marije u Debeljaku
- Crkva svetog Ivana Krstitelja u Gorici
- Vrčevo, prapovijesna gradina "Turska kula", Glavica
- Čičikan, prapovijesna gradina, Debeljak
- Kosmatac, ostaci rimske građevine u blizini trase rimskog akvadukta
- Polačine s ostacima ville rustike podno brda Kaštelina i Crkve sv. Martina
- Crkvina, ostaci srednjovjekovne crkve u blizini Račanske lokve, Debeljak
- Barbir, podmorski arheološki lokalitet južno od rta Plitkača
- podmorski arheološki lokalitet nedaleko uvale Vodotoč i rta Kažela
- ostaci grobnih humaka u blizini Gorice
- urbanistička cjelina Sukošana (stara jezgra naselja)
- pučko graditeljstvo u Debeljaku
- etnološke građevine u Glavici

## Obrazovanje
Još početkom 19. stoljeća bilo je prijedloga da se u Sukošanu otvori osnovna škola, ali ta zamisao tada nije bila ostvarena. Tek 1846. uspostavljena je pomoćna muška niža pučka škola. Bila je to trorazredna škola u kojoj je župnik don Krševan Torbarina dječake podučavao čitanju, pisanju, računanju i katekizmu.
Sredinom 1875. godine školske vlasti su dale privolu da u Sukošanu počne djelovati redovita državna pučka škola, iako u neprikladnom prostoru privatne kuće.
Današnja zgrada Osnovne škole Sukošan je useljena 1986. godine.
Na području općine Sukošan djeluju sljedeće obrazovne ustanove:
- Dječji vrtić Zlatna lučica u Sukošanu
- Osnovna škola Sukošan

- Dječji vrtić Debeljak
- Područna škola Debeljak
- Područna škola Gorica

## Kultura
Najveća mjesna fešta je blagdan sv. Kasijana (13. kolovoza) kada se održava svečana misa i procesija, a u tjednu prije blagdana sv. Kasijana, od 1966. održava se "Trka tovarov memorijal kenje Vijole" i "Svićarenje" (natjecanje u noćnom ribolovu ostima, održava se od 2004.).
Ljeti se u Sukošanu održavaju mnogobrojni koncerti pjevača i klapa, uključujući klapske koncerte "Ispod kampanela" i  "Zapivajmo Kasijanu". A održavaju se i manifestacije "Domovini s ljubavlju" za Dan državnosti, "Glazbena večer u Sv. Kasijanu", "Dječji festival poznatih melodija", "Smotra pisme, plesa i folklora", "Folklorna večer", "Kreativna večer", "Brudetijada", "Ribarske feštice četvrtkom" i drugo.
Za vrijeme karnevala Sukošanci su poznati po lužarima (babe luže, "ružne maškare") – maškarama koje se oblače u krzna ovaca i s vrećom luga i zvonima obješenim o pas obilaze cijelo selo. Na večer se pali slamnati did optužen za sve nedaće koje su protekle godine zadesile ovo mjesto. Pored toga, još uvijek se čuvaju i drugi stari narodni običaji vezani uz pojedine crkvene blagdane.
U izdanju komunalnog društva "Zlatna luka" izdaje se "Sukošanski glasnik", glasilo Sukošana sa zanimljivostima, informacijama i reportažama iz Sukošana.
Na području općine Sukošan djeluju kulturno-umjetnička društva:
- Ženska klapa "Uzorita"
- Muška klapa "Sukošan"
- Kulturno-umjetničko društvo "Zlatna luka" iz Sukošana
- Kulturno-umjetničko društvo "Debeljak"
- Kulturno-umjetničko društvo "Sveti Ivan Krstitelj" iz Gorice

## Sport
Sukošan ima Sportski centar u kojem se osim utakmica i treninga, održavaju i koncerti i drugi zabavni programi.
Nogomet i mali nogomet vrlo su popularni, te se svakog ljeta u Sportskom centru održavaju malonogometni turniri. Sukošan ima i nogometno igralište Dešenj koje može primiti 1000 gledatelja.
U sklopu osnovne škole smještena je sportska dvorana, a postoji i više otvorenih košarkaških igrališta. Preko ljeta se organizira i dječji kamp košarke, a organiziraju se i turniri, te natjecanja u street ballu.
Odbojka na pijesku igra se na igralištima na plaži „kod Križa” i u „Makarskoj”, a svake godine krajem srpnja održava se turnir u odbojci na pijesku.
Boćanje je tipična igra za dalmatinska mjesta pa tako i za Sukošan. Svake nedjelje i blagdana muškarci se okupljaju na sukošanskim boćalištima.
Na području općine Sukošan aktivno je više sportskih klubova:
- Košarkaški klub "Sukošan"
- Nogometni klub "Zlatna luka", Sukošan
- Malonogometni klub "Sukošan"
- Odbojkaški klub "Sukošan"
- Ronilački klub "Zlatna luka", Sukošan
- Boćarski klub "Zlatna luka", Sukošan
- Sportsko-ribolovno društvo "Lostura", Sukošan

- Nogometni klub "Gorica"
- Nogometni klub "Vrčevo", Glavica
- Nogometni klub "Debeljak"
- Košarkaški klub "Debeljak"
- Boćarski klub "Debeljak"
- Boćarski klub "Gornje Podvršje", Debeljak

## Udruge
Na području Sukošana djeluju sljedeće udruge:
- Dobrovoljno vatrogasno društvo općine Sukošan
- Ekološko društvo "Zlatna luka", Sukošan
- Matica umirovljenika Sukošan
- Udruga dobrovoljnih darivatelja krvi, Sukošan
- Udruga hrvatskih dragovoljaca Domovinskog rata, općina Sukošan

## Galerija
- Palac
- Crkva sv. Kasijana
- Crkva Gospe od milosti
- Trg Gornja vrata
- Gornja vrata
- Grb Zmajevića
- Sukošanska uličica
- Spomenik poginulim braniteljima
- Marina Dalmacija,
uprava
- Marina Dalmacija

## Vanjske poveznice
- Službena stranica općine Sukošan
- Wi-Fi portal općine Sukošan
- Turistička zajednica općine Sukošan
- Komunalno poduzeće Zlatna luka Sukošan
- Osnovna škola Sukošan  Arhivirana inačica izvorne stranice od 2. travnja 2015. (Wayback Machine)
- Dječji vrtić Zlatna lučica

|  | Portal Hrvatske: pristup člancima s tematikom o Hrvatskoj |